# Tomasz Prystupa
Tomasz Prystupa, ps. Polewoj Foma, Polewyj, Poliowyj (ur. 3 listopada 1895 w Zadwórzu  w powiecie przemyślańskim, zm. po 1930) – ukraiński działacz komunistyczny, poseł na Sejm I kadencji w II RP.

## Działalność polityczna
W 1918–1920 zasiadał w kierownictwie organizacji "Proswita". W 1920 roku został członkiem Komunistycznej Partii Galicji Wschodniej. Brał udział w pracach wydziału rolnego przy łuckim komitecie rewolucyjnym. W latach 1922–1923 był członkiem Ukraińskiej Partii Socjal-Demokratycznej. Następnie działał w Komunistycznej Partii Zachodniej Ukrainy, zasiadał w jej Komitecie Centralnym. Był wydawcą pisma "Nasz Szljiach". W latach 1922–1927 pełnił mandat posła na Sejm RP, od 6 czerwca 1924 był sekretarzem Komunistycznej Frakcji Poselskiej. Następnie popadł w konflikt z władzami KPP i nie kandydował w kolejnych wyborach. W lutym 1927 wyemigrował do Związku Radzieckiego. W połowie marca 1929 skierowany do Zagranicznego Biura Pomocy Rewolucyjnemu Ruchowi. Represjonowany od 1933, zginął najprawdopodobniej w okresie stalinowskich czystek.